# Santiago Copello
Santiago Luis Copello (Buenos Aires, 7 de janeiro de 1880 - Roma, 9 de fevereiro de 1967) foi um cardeal argentino da Igreja Católica Romana. Ele serviu como arcebispo de Buenos Aires de 1932 a 1959, e foi elevado ao cardinalato em 1935. Copello serviu como o primeiro cardeal argentino e o primeiro cardeal da América hispânica.

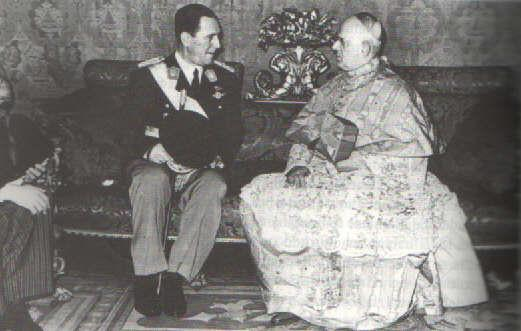
Cardeal Copello com o Presidente Juan Domingo Perón em 1949

## Biografia
Nascido em San Isidro, Buenos Aires, Copello estudou no seminário de La Plata e da Pontifícia Universidade Gregoriana, em Roma antes de ser ordenado ao sacerdócio em 28 de outubro de 1902. Ele então fez pastoral trabalho em La Plata 1903-1918.
Em 8 de novembro de 1918, Copello foi nomeado Bispo Auxiliar de La Plata e Bispo Titular de Aulon. Ele recebeu sua consagração episcopal em 30 de março de 1919, do bispo Juan Terrero y Escalada, com os bispos Francisco Alberti e José Orzali servindo como co-consagradores. Depois de se tornar Bispo Auxiliar de Buenos Aires em 15 de Maio de 1928, Copello foi nomeado Vigário Geral da mesma ver e Vigário do argentino Ordinariato Militar no seguinte dia 12 de junho, foi eleito Vigário Capitular em 2 de Agosto de 1932, e foi nomeado Arcebispo de Buenos Aires em 20 de setembro daquele ano.
O Papa Pio XI criou Copello Cardeal-presbítero de São Jerônimo dos Croatas no consistório de 16 de Dezembro de 1935, tornando-se o primeiro cardeal da Argentina e América espanhola. Criado na categoria de Primaz da Igreja na Argentina, em 29 de janeiro de 1936, Copello foi um dos cardeais eleitores do Conclave de 1939 que selecionou o Papa Pio XII. Em novembro de 1945, proibiu os católicos argentinos de apoiar partidos ou candidatos que promovessem a separação da Igreja e do Estado, removendo a religião das escolas públicas ou legalizar o divórcio civil nas eleições de fevereiro de 1946 . Copello até teve um pároco removido de sua posição por criticar o presidente Juan Perón . Depois de assistir à primeira conferência geral da Conferência Episcopal Latino-Americana em 1955, ele foi temporariamente forçado a estabelecer residência na Cúria Romana como consequência da queda do regime peronista.
O cardeal Copello participou do Conclave de 1958, que resultou na eleição do Papa João XXIII. Ele renunciou, depois de vinte e seis anos de serviço, como arcebispo de Buenos Aires em 25 de março de 1959, e foi nomeado chanceler apostólico na mesma data (permanecendo naquele posto até sua morte). Copello tornou-se, assim, cardeal-sacerdote de São Lourenço em Dâmaso, em 14 de dezembro de 1959. De 1962 a 1965, freqüentou o Concílio Vaticano II, durante o qual serviu como cardeal eleitor no Conclave de 1963 que selecionou o Papa Paulo VI.
Copello morreu em Roma, aos 87 anos. Ele está enterrado na Basílica do Santíssimo Sacramento, localizada atrás do Edifício Kavanagh, na área de Retiro, em Buenos Aires.

## Link Externo
- Catholic-Hierarchy
- Santiago Copello (em inglês) no Find a Grave [fonte confiável?]